# Chlorissa volutata
Chlorissa volutata är en fjärilsart som beskrevs av Fabricius 1775. Chlorissa volutata ingår i släktet Chlorissa och familjen mätare. Inga underarter finns listade i Catalogue of Life.